# Liste des aires protégées de la Gambie
Cette liste recense les aires protégées de la Gambie.

## Parc nationaux
| Photo | Site                           | Région                    | Date de création | Superficie (km2) | Description |
| ----- | ------------------------------ | ------------------------- | ---------------- | ---------------- | --- |
|       | Parc national de Kiang Ouest   | Division de Lower River   | 1987             | 115              | Le plus grand parc national de Gambie et l'une des plus grandes aires de préservation du pays ; le PN Kiang West abrite une remarquable diversité écologique. |
|       | Parc national de Niumi         | Division de North Bank    | 1987             | 49,4             | Un parc de taille modeste, mais qui abrite un environnement exceptionnel: placé sur le delta du Saloum en région côtière, le site est aussi inscrit sur la liste des sites Ramsar. Il borde le parc national du delta du Saloum, de l'autre côté de la frontière sénégalaise et fait donc partie de la même zone écologique. |
|       | Parc national du fleuve Gambie | Division de Central River | 1978             | 5,8              | Ce parc national (le plus petit des trois) a la particularité de n'être pas ouvert au public ; c'est un lieu privilégié de réintroduction du chimpanzé. Le parc comporte, outre les rives du fleuve, trois îlots (Baboon Islands). Des chimpanzés capturés ou détenus illégalement sont réquisitionnés par les douanes internationalement et réintroduits à la vie sauvage sur les trois îlots les plus grands. Ce projet fait partie du Chimpanzee Rehabilitation Project - CRP (« Projet de réhabilitation des chimpanzés », en français). Ces animaux pouvant se montrer agressifs envers les humains, les autorisations d'accès sont accordées au cas par cas, principalement pour la recherche scientifique. |

### Autres sites
| Site                                    | Région                                  | Date | Superficie (km2) | Identifiant Ramsar | Coordonnées                         | Photo | Wikidata |
| --------------------------------------- | --------------------------------------- | ---- | ---------------- | ------------------ | ----------------------------------- | ----- | --- |
| Réserve naturelle Abuko                 | Division de West Coast (au sud d'Abuko) | 1916 | 1,07             | Non-classé Ramsar. | 13° 23′ 47″ nord, 16° 38′ 51″ ouest |       | La plus petite et la plus ancienne aire protégée de Gambie ; sous une législation moins contraignante, la réserve était déjà protégée en 1916. |
| Réserve de la zone humide de Bao Bolong | Division de North Bank                  | 1996 | 220              | 860                | 13° 29′ 28″ nord, 15° 47′ 16″ ouest |       | Un complexe de zones humides à marée sur le fleuve Gambie, composé de six grands « bolons » (affluents), d'estuaires à marée et de trois écosystèmes de zones humides distincts : forêt de mangrove, marais salants et savane boisée. |
| Complexe de la zone humide de Tanbi     | District de Kanifing                    | 2001 | 6,3              | 1657               | 13° 26′ 31″ nord, 16° 38′ 15″ ouest |       | Les mangroves captent l'eau entrante (océan Atlantique) et les précipitations, jouant ainsi un rôle important dans la stabilisation du littoral, la rétention et l'exportation de sédiments et de nutriments, la reconstitution des eaux souterraines et le contrôle des inondations, agissant ainsi comme une zone tampon hydrologique. |
| Réserve ornithologique de Tanji         | Division de West Coast                  | 1993 | 6,1              | Non-classé Ramsar  | 13° 22′ 07″ nord, 16° 47′ 08″ ouest |       | |

## Autres
Aux aires précédemment citées, il faut ajouter les parcs forestiers, lieux de conservation et de préservation dans un environnement souvent périurbain ou rural : 
- Salagi Forest Park[5] (Parc forestier Salagi)
- Furnya Forest Park[6] (Parc forestier Furnya)

## Conventions internationales
La Gambie ne compte pas de site du patrimoine mondial, inscrit sur des critères naturels.

### Sites Ramsar
La convention de Ramsar est entrée en vigueur en Gambie le 16 janvier 1997.
En janvier 2020, le pays compte trois sites Ramsar, couvrant une superficie de 312,44 km2.